# 蘇珊棋
蘇珊棋（Susan），是由Stephen Linhart在1991年推出的兩人棋類，名字取自一名咖啡廳女僕。

蘇珊棋棋盤

°

## 棋具
- 採用5*5*5的六角格棋盤。
- 棋子以兩色區分敵我。

## 規則
- 每方回合必須選擇以下兩種行動之一：
  - 落子：下一子在空棋格。
  - 移子：移動一子一格至空鄰格。
- 棋子無任何空鄰格時，擁有者輸掉遊戲。
  - 若同時兩方皆滿足此條件，則該回合的操作者輸掉遊戲。

- 局面重複連續三輪則和局[2][3]。

## 外部連結
- 遊戲介紹 （页面存档备份，存于）
- 遊戲下載 （页面存档备份，存于）
- 遊戲下載